# Feargal Sharkey
Feargal Sharkey (Derry (Sjeverna Irska), 13. kolovoza 1958.) sjevernoirski pjevač.
Glazbenu karijeru započeo je kao glavni vokal sastava The Undertones koje je napustio 1983. i nastavio samostalnu karijeru. Kratko je bio članom sastava The Assembly koji je osnovao Vince Clarke, dotadašnji član sastava Yazoo.
Jedini značajniji međunarodni uspjeh zabilježio je singlom "A Good Heart" s debitantskog albuma objavljenog 1985. godine.

## Studijski albumi
- Feargal Sharkey (1985.)
- Wish (1985.)
- Songs from the Mardi Gras (1985.)